# Художницы Серебряного века
Художницы Серебряного века работали в различных художественных стилях, от модерна до авангарда («амазонки авангарда»).

## Список
| # А Б В Г Д Е Ё Ж З И К Л М Н О П Р С Т У Ф Х Ц Ч Ш Щ Э Ю Я |

### Б
- Бельцова, Александра Митрофановна
- Богуславская, Ксения Леонидовна
- Бубнова, Варвара Дмитриевна
- Бурлюк-Кузнецова, Людмила Давидовна

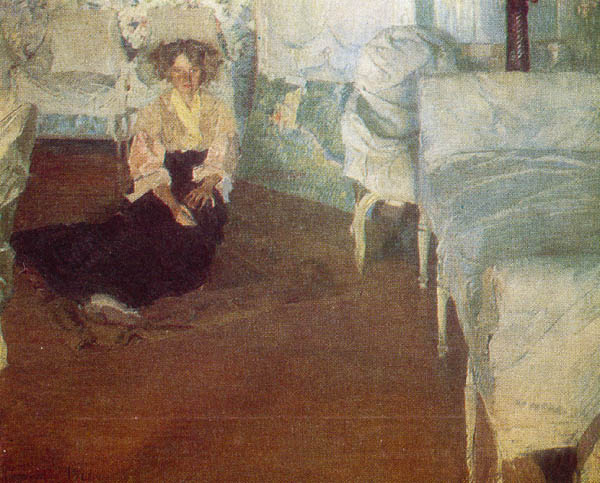
Бурлюк на портрете И. Бродского

### В
- Марианна Веревкина
- Верховская, Лидия Никандровна
- Войтинская, Надежда Савельевна

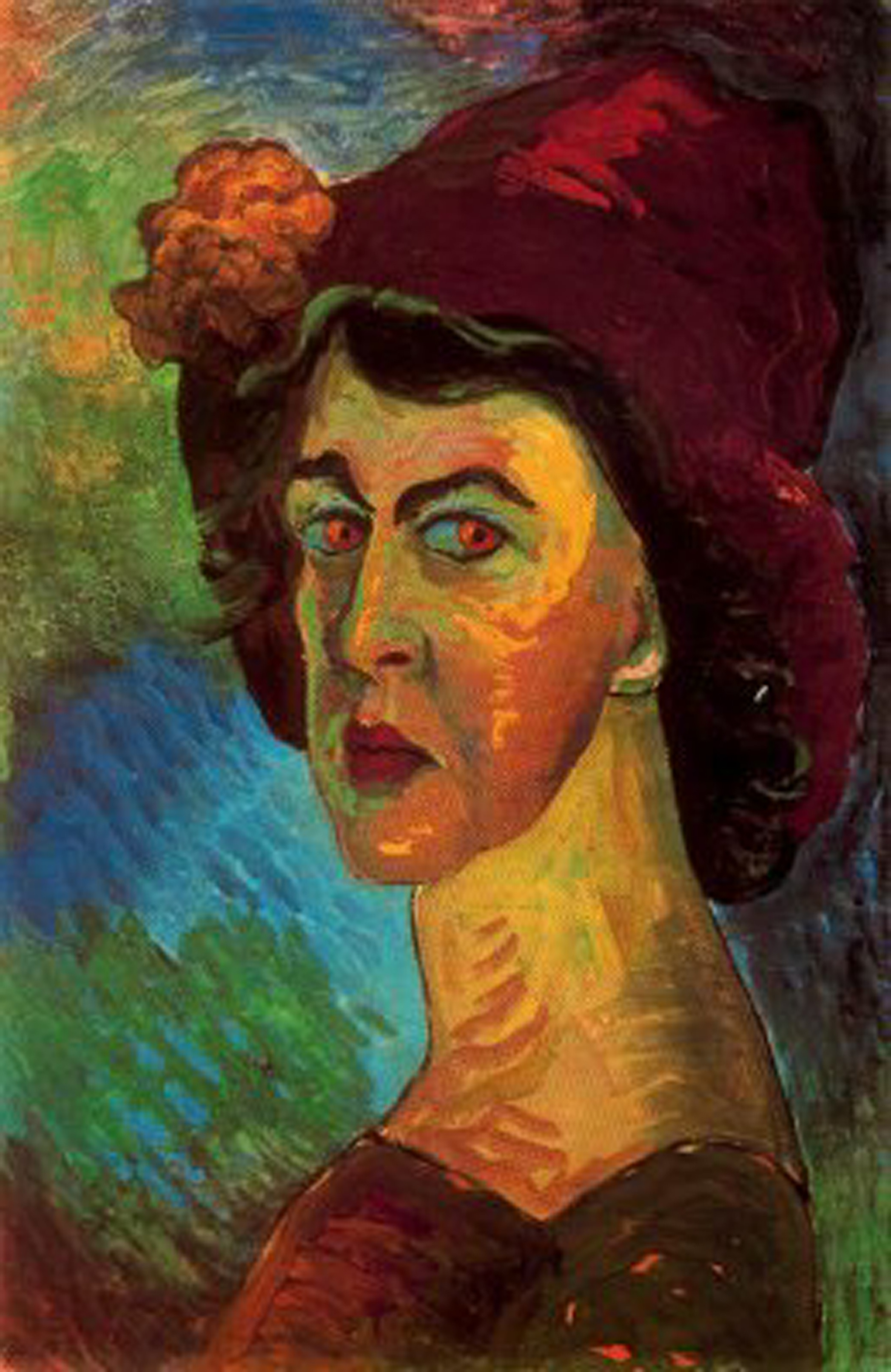
Веревкина

### Г
- Генке-Меллер, Нина Генриховна
- Гончарова, Наталья Сергеевна
- Гуро, Елена Генриховна
- Гурович, Эмма Ильинична

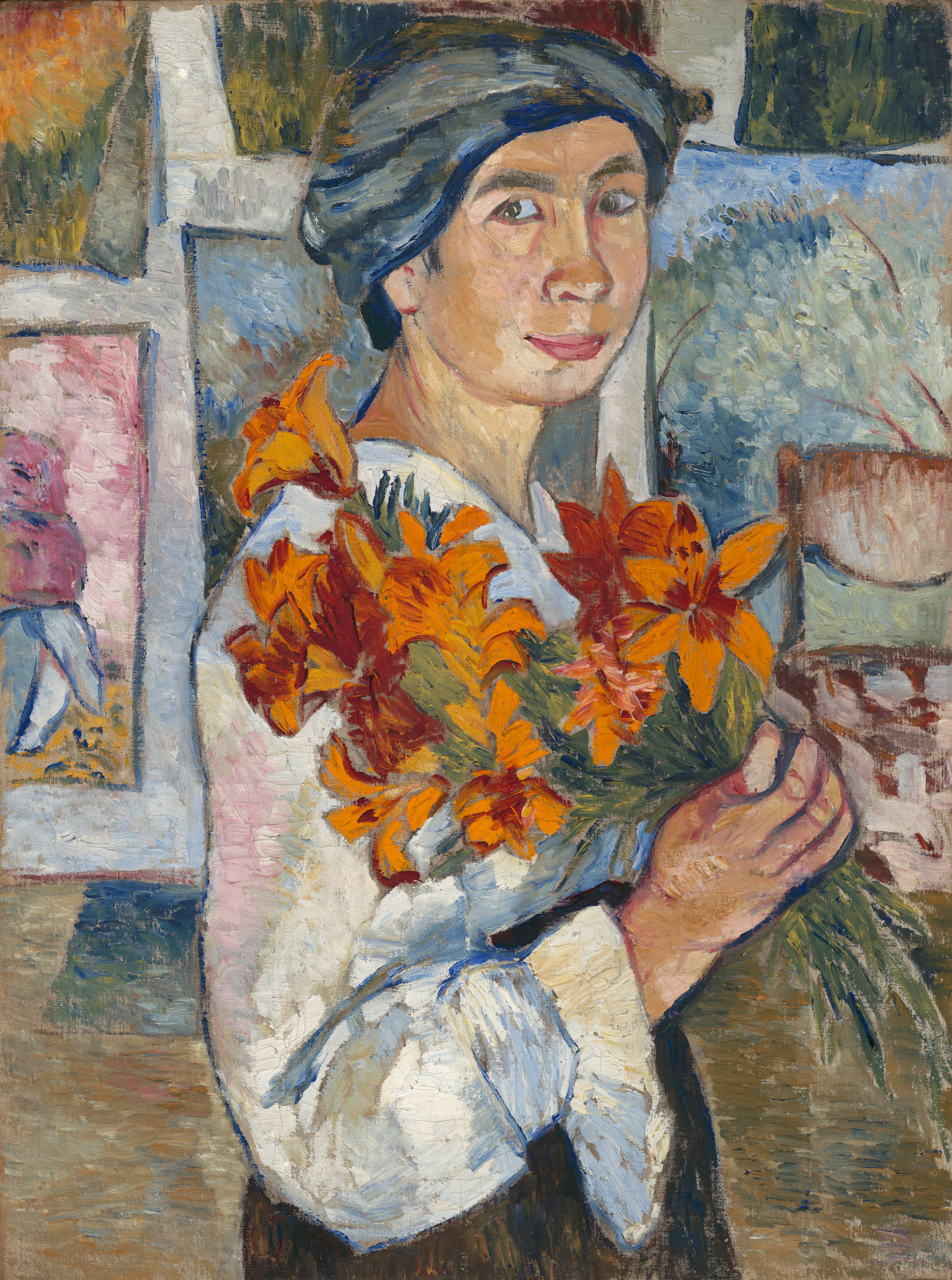
Гончарова

### Д
- Давыдова, Наталья Михайловна
- Ольга Делла-Вос-Кардовская
- Дымшиц-Толстая, Софья Исааковна (Пессати, жена Алексея Толстого, подруга Татлина)

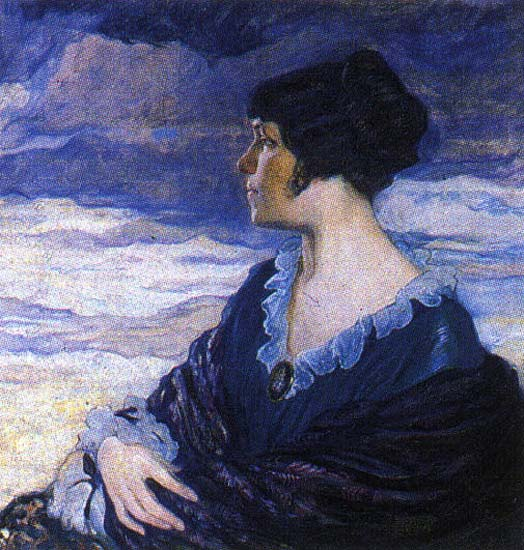
Делла-Вос-Кардовская
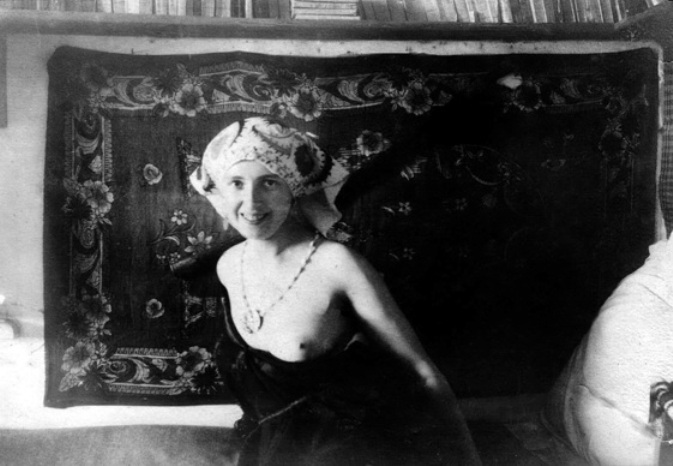
Дымшиц-Толстая

### З
- Званцева, Елизавета Николаевна

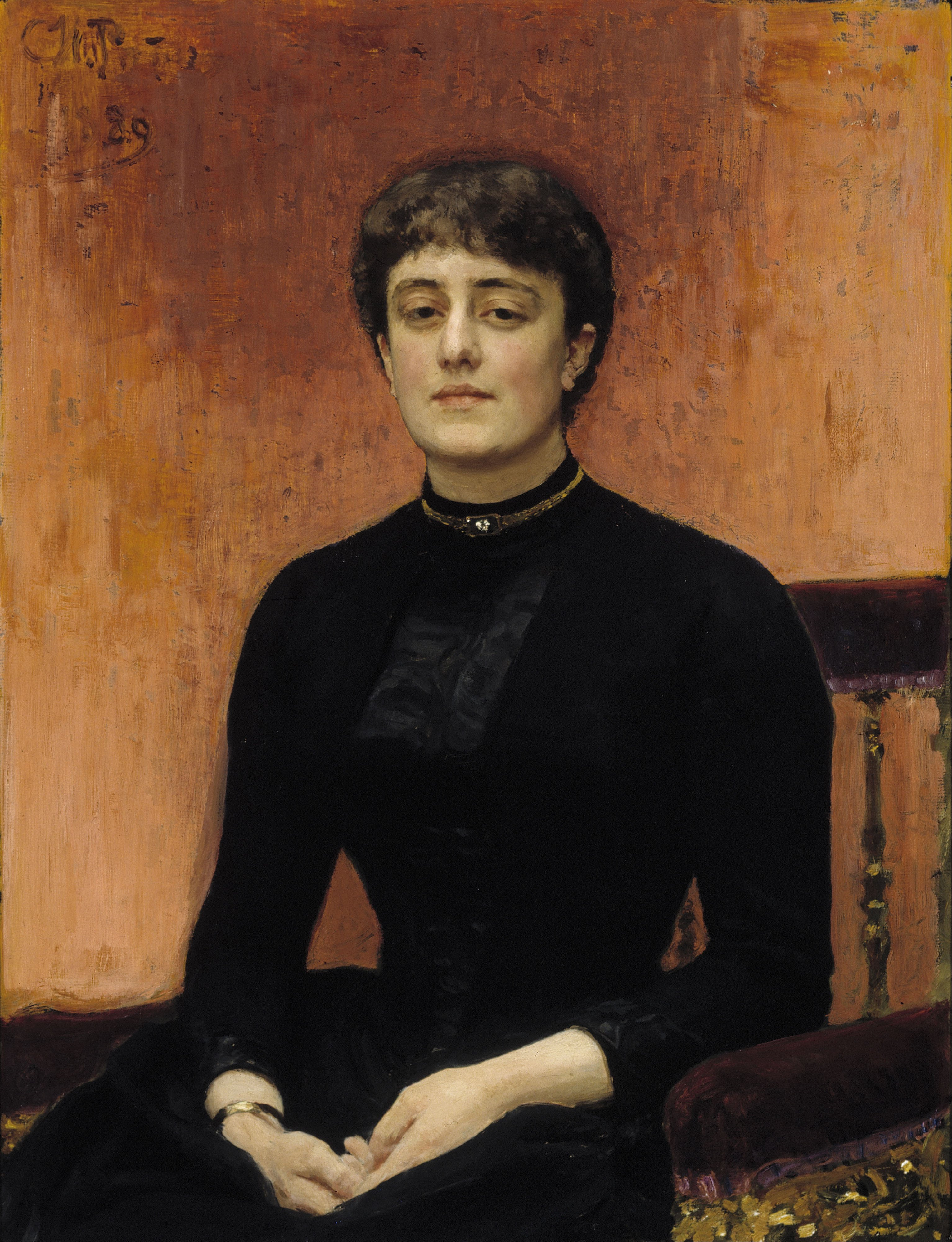
Званцева на портрете И. Репина

### Е
- Ермолаева, Вера Михайловна

### К
- Каган, Анна Александровна
- Коган, Нина Иосифовна
- Кулагина, Валентина Никифоровна
- Кругликова, Елизавета Сергеевна

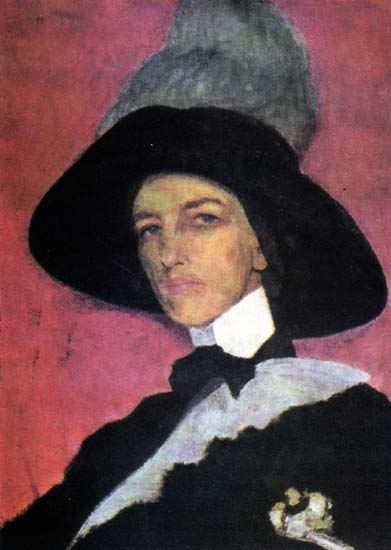
Кругликова

### Л
- Лиепине-Скулме, Маргарита

### М
- Мартынова, Елизавета Михайловна (1868—1904)

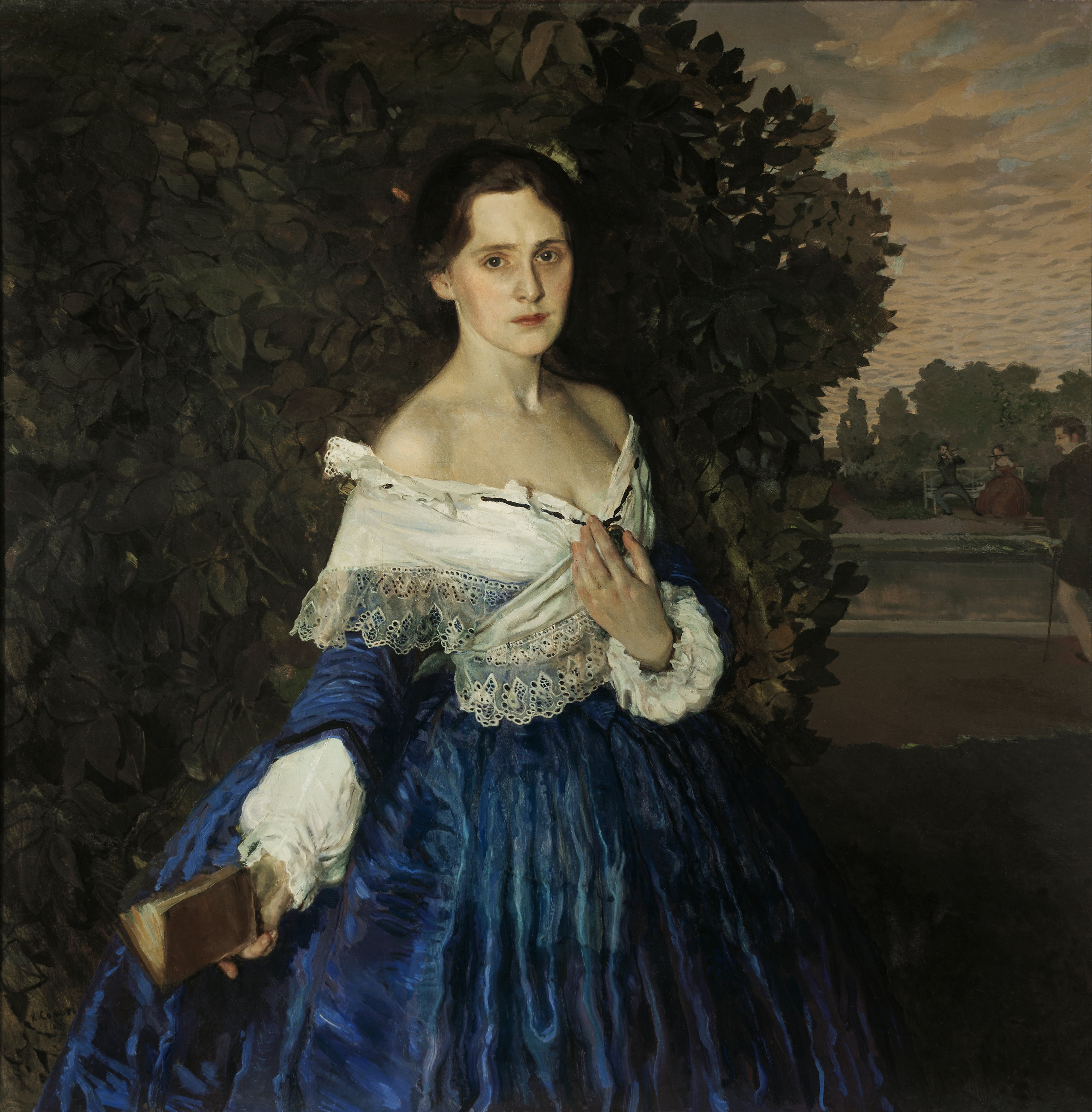
Дама в голубом (Портрет художницы Е.М.Мартыновой) работы Константина Сомова.

### О
- Остроумова-Лебедева, Анна Петровна

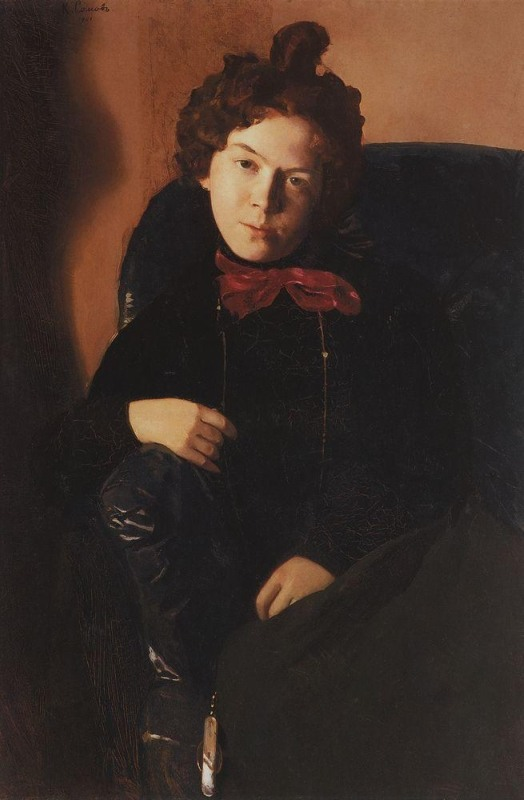
Остроумова на портрете К. Сомова

### П
- Вера Пестель
- Александра Платунова

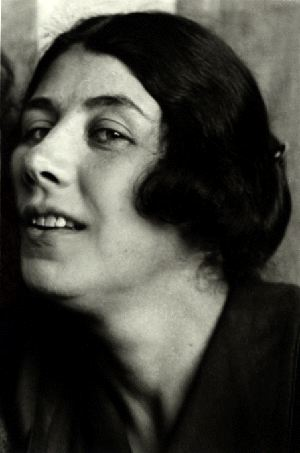
Любовь Попова
- Надежда Порет

- Любовь Попова

### Р
- Ольга Розанова
- Рохлина, Вера Николаевна

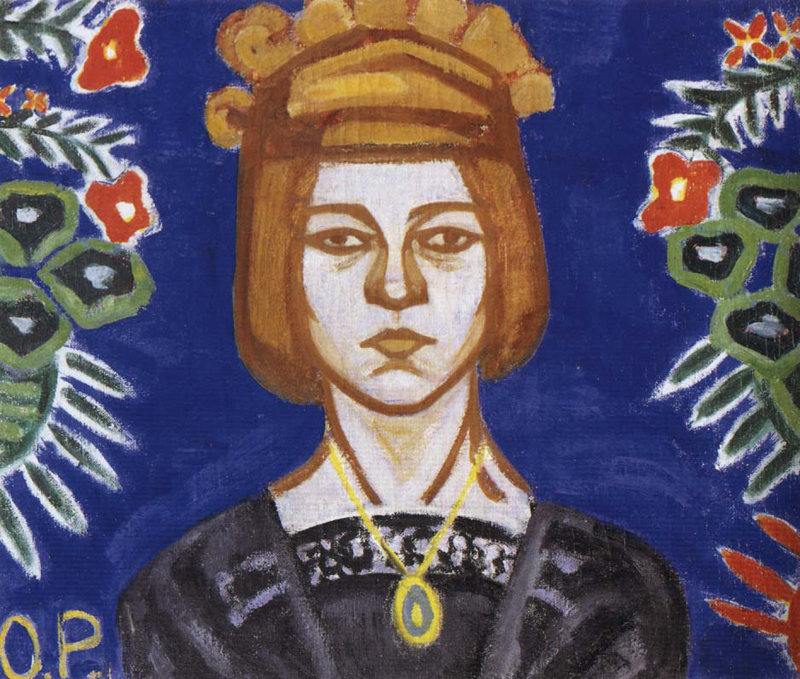
Розанова

### С
- Маргарита Сабашникова
- Зинаида Серебрякова
- Синякова-Уречина, Мария Михайловна
- Варвара Степанова
- Судейкина, Вера Артуровна

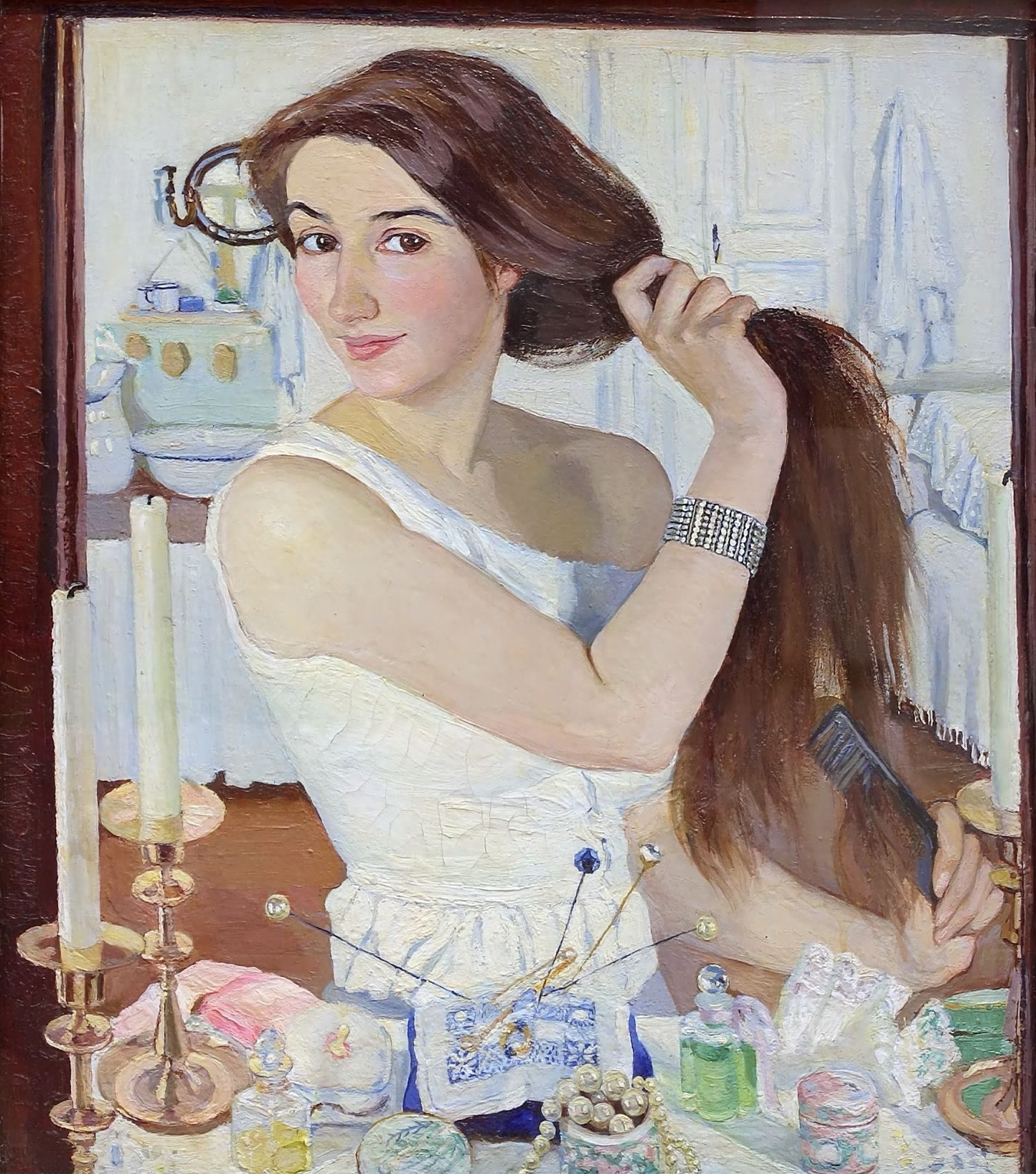
Серебрякова

### Т
- Соня Терк-Делоне
- Трояновская, Анна Ивановна

### У
- Надежда Удальцова

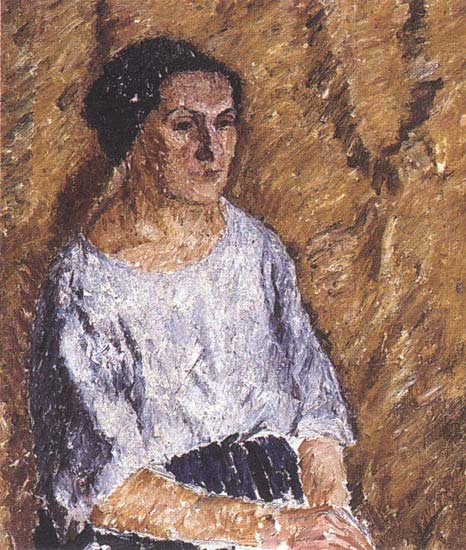
Удальцова на портрете А. Древина

### Х
- Вера Хлебникова
- Ходасевич, Валентина Михайловна

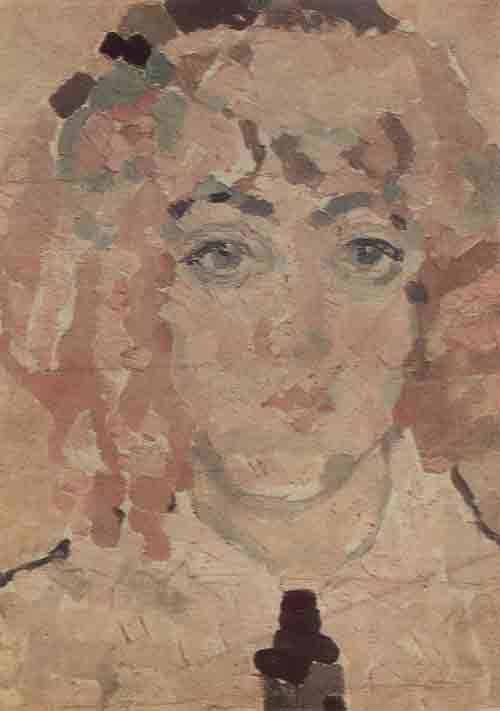
Хлебникова

### Ч
- Чемберс-Билибина, Мария Яковлевна, жена И. Я. Билибина

### Ш
- Пелагея Шурига

### Э
- Экстер, Александра Александровна

### Я
- Якунчикова, Мария Васильевна

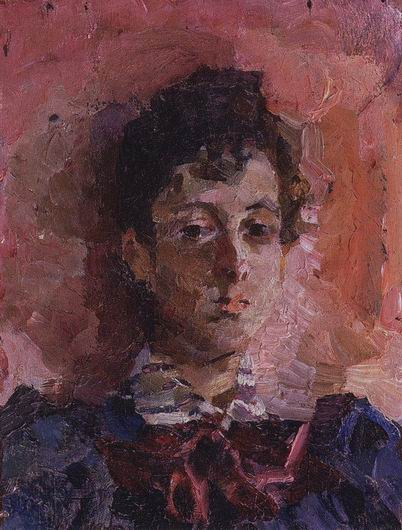
Якунчикова на портртете М. Врубеля

## Скульпторы
- Анна Голубкина
- Катаржина Кобро
- Вера Мухина